# Mary Gay
Pour les articles homonymes, voir Gay.
Marie-Françoise Gay, dite Mary Gay, née le 3 décembre 1765 à Lyon et morte à Paris le 8 janvier 1821, est une romancière et traductrice française

## Biographie

### Origines
Marie-Françoise Gay est née le 3 décembre 1765 à Lyon. Ses parents sont Joseph Gay, négociant, issu d'une famille savoyarde et créé baron de Lupigny, et Marie Gaby, fille d'un négociant, qui meurent tous deux en 1783.
Après leurs décès, elle quitte Chambéry avec son frère et sa sœur Anna-Sophie ; puis s'installe à Paris où elle fréquente Marie-Joseph Chénier.
Elle est la tante de Delphine Gay, fille de son frère Sigismond.

### Famille
Elle épouse Gabriel Allart et donne naissance, à Milan, de leur fille Hortense. Une seconde fille naît en 1804, Sophie, qui deviendra peintre,. Gabriel Allart meurt ruiné en 1817.

### Carrière
Pour gagner sa vie et subvenir aux besoins de ses filles, Marie-Françoise Allart, sous le nom de plume Mary Gay, traduit de l'anglais les romans gothiques d'Ann Radcliffe.
Mary Gay meurt à Paris, le 8 janvier 1821.

## Filiation
- Joseph Gay, baron de Lupigny ( -1783), négociant, issu d'une famille savoyarde et créé baron de Lupigny. ∞ Marie Claudine Louise Gaby ( -1783).
  - Marie Françoise Gay (1765-1821), ∞ Gabriel Allart.
    - Hortense Allart (1802-1879).
    - Sophie Allart (1804-1870), peintre, élève d'Ingres

  - Sigismond Gay (1768-1822), seigneur de Lupigny, receveur-général du département de la Roer, ∞ Marie Françoise Sophie Michault de La Valette.
    - Delphine Gay (1804-1855), ∞ Émile Delamothe, dit Émile de Girardin

## Œuvres
- Albertine de Saint-Albe, roman, Paris, Renard, 1818 tome 1 tome 2 Lire en ligne sur Gallica

### Traductions
- Family secrets de Samuel Jackson Pratt : les Secrets de Famille, Paris, Lepetit, 1799.
- The Italian d’Ann Radcliffe : Éléonore de Rosalba ou Le confessionnal des pénitents noirs, Paris, Lepetit ; Genève, J.-J. Paschoud, 1797.Le choix de ce titre s'explique par les faits historiques : « Le roman a pour titre en anglais The Italian et peut-être l’auteur a voulu faire entendre par là qu’on y trouverait une peinture fidèle du caractère italien. Mais ce titre devenait pour toute une nation une injure » (campagnes italiennes de Bonaparte).

## Critiques
- Chénier parle avec éloge dans son Tableau de la littérature depuis 1789 (Paris, 1797) de la traduction d'Éléonore de Rosalba
- Si des travaux frivoles, quand ils ne sont pas dangereux, peuvent avoir un mérite, il est permis de dire que les romans de Mme Allart sont écrits avec élégance. (François-Xavier de Feller, Dictionnaire historique ou biographie universelle)
- « L'invraisemblance des incidens, un manque de connaissance des replis du cœur humain, et des longueurs, déparent l'original ; mais les talens et le goût du traducteur ont fait disparaître presque tous ces défauts » (Fortunée Briquet, à propos de Secrets de famille dans son Dictionnaire historique littéraire et bibliographique des Françaises…)

## Manuscrits
L'album de Marie-Gay Allart, recueil d'autographes, conservé à la BNF (département des manuscrits) : notice descriptive - numérisé sur Gallica